# Obac de Pumanyons
L'Obac de Pumanyons és una obaga del terme municipal de la Pobla de Segur, al Pallars Jussà, en territori del poble de Pumanyons.
És a ponent de Pumanyons, davant mateix del turó on es dreça el poble, a la dreta del barranc de Pumanyons, prop del límit amb el terme municipal de Conca de Dalt a l'àmbit del poble de Torallola.